# Brexia horombensis
Brexia horombensis är en benvedsväxtart som beskrevs av Leroy. Brexia horombensis ingår i släktet Brexia och familjen Celastraceae. Inga underarter finns listade.